# Steven Sasson
Steven J. Sasson (EE. UU., 1950) es un ingeniero eléctrico y el inventor de la cámara de fotografía digital.

## Formación
Formado en el Instituto Politécnico Rensselaer (RPI, en sus siglas en inglés) en Troy, Nueva York, donde obtuvo un máster en Ingeniería Eléctrica, se unió a la compañía Eastman Kodak en 1973 como ingeniero eléctrico en un laboratorio de investigación aplicada.

## Invención
Su invención tuvo origen en 1975 cuando su entonces jefe en la compañía Eastman Kodak, Gareth A. Lloyd, le asignó una tarea bastante general: ¿Se podría construir una cámara usando un sistema electrónico de estado sólido, un sensor electrónico como el CCD, que recogiera información del ojo?
Texas Instruments Inc. había diseñado en 1972 una cámara electrónica sin película, pero no era digital, pues se servía de un sistema electrónico analógico. Después de investigar vanamente en libros sobre fotografía digital, Sasson recurrió a 3MSC lo que tenía más accesible: un conversor de analógico a digital adaptado de componentes de Motorola, una óptica de una cámara de cine de Kodak y un minúsculo CCD lanzado por Fairchild Semiconductor en 1973.
Se dispuso a construir el circuito digital desde cero, usando las mediciones de un osciloscopio como guía. No hubo imágenes que ver hasta que el prototipo completo (un aparato de 3,6 kg y del tamaño de una tostadora) estuvo ensamblado. En diciembre de 1975, Sasson y su técnico jefe persuadieron a una asistente de laboratorio para que posase para ellos. La imagen en blanco y negro, capturada con una resolución de 0,01 megapíxeles (10 000 píxeles), tardó 23 segundos en grabarse en una casete digital y otros 23 en reproducirse desde una unidad de lectura en un televisor. Entonces, apareció en pantalla.
"Podías ver la silueta de su pelo -dijo Sasson-, pero su cara era un borrón estático. Lejos de estar satisfecha con la fotografía, se fue diciendo que teníamos que trabajar más". Pero él ya sabía la solución: dando la vuelta a una serie de cables, la cara de la asistente fue restaurada.

## Patente y comercialización
En 1978, a Sasson y Lloyd se les otorgó la patente número 4.131.919 de los Estados Unidos por su cámara digital. Kodak no comercializó esta tecnología hasta 1991, en que su Sistema de Cámara Digital (DCS, en sus siglas en inglés) juntó un sensor Kodak de 1,3 megapíxeles con un cuerpo de cámara Nikon F3, creando la serie Kodak DCS.
Las cámaras digitales de Kodak evolucionaron con los años. En 1995, la compañía lanzó su primera cámara digital compacta (de limitada portabilidad): la Kodak DC40.
Sasson se dedica ahora a proteger el capital intelectual de la compañía para la que aún trabaja, Eastman Kodak.

## Reconocimiento
En 2007, entró a formar parte del CE Hall of Fame, creado en el año 2000 por la Asociación de la Electrónica de Consumo (CEA en sus siglas en inglés) –organización responsable del salón CES- para rendir honor a los pioneros de esta industria y que cuenta con más de 110 miembros, entre los que se encuentran inventores, ingenieros, empresarios y periodistas del sector.
Su devoción por la electrónica llevó a Sasson a crear el primer prototipo de una tecnología que se ha convertido en una enorme fuerza comercial y ha revolucionado nuestra manera de hacer fotos. En el año 2008 recibió el premio de cultura de la asociación alemana de fotografía. En 2010 recibió la Medalla Nacional de Tecnología e Innovación de los EE. UU. de manos del presidente Barack Obama.